# 24. јануар
24. јануар је двадесет четврти дан у години у Грегоријанском календару. 341 дана (342 у преступним годинама) остаје у години после овог дана.

## Догађаји
- 41 — У завери Сената, војске и преторијанаца, припадници преторијанске гарде убили су римског цара Калигулу.
- 1458 — Четрнаестогодишњи Матија Корвин је акламацијом изабран за краља Угарске, захваљујући утицају свог стрица Михаља Силађија.
- 1742 — Карло Алберт Баварски изабран за цара Светог римског царства и краља Немачке, поставши тако Карло VII.
- 1848 — Џејмс В. Маршал је пронашао злато у Сатерс Милу у Коломи, што је довело до калифорнијске златне грознице.
- 1838 — Семјуел Морзе је демонстрирао телеграф на коме је променио телеграфску шифру, од телеграфског речника са нумеричким кодом, у код за свако слово.
- 1915 — Британски ратни бродови су у бици код Догер Бенка у Првом светском рату у Северном мору потопили немачку крстарицу „Блихер“ на којој је погинуло 870 људи.
- 1924 — Некадашња престоница царске Русије, Петроград, добила је ново име - Лењинград, у знак сећања на вођу Октобарске револуције Лењина.
- 1927 — Амерички војници су напали Никарагву по наређењу председника Калвина Кулиџа, интервенишући у Никарагванском грађанском рату.
- 1927 — Приказан први филм Алфреда Хичкока „Врт задовољства“ (The Pleasure Garden), у Енглеској.
- 1937 — Краљевина Југославија и Краљевина Бугарска потписале су пакт о вечном пријатељству.
- 1943 — Френклин Рузвелт и Винстон Черчил су окончали конференцију у Казабланки.
- 1946 — На основу резолуције Генералне скупштине УН, коју су иницирале САД, Уједињено Краљевство и Канада, основана је Комисија за атомску енергију.
- 1972 — Јапански војник Шјоићи Јокои откривен је на пацифичком острву Гвам, где се 28 година скривао у џунгли, убеђен да Други светски рат још траје.
- 1978 — Совјетски сателит Космос 954, са нуклеарним реактором у себи, је изгорео у атмосфери, раширивши радиоактивни отпад над канадским Саверозападним територијама.
- 1983 — У Италији су ухапшена 32 члана терористичке организације „Црвене бригаде“ под сумњом да су извршиоци криминалних дела, укључујући и убиство бившег италијанског премијера Алда Мора.
- 1984 — У продају је стављен Епл Макинтош, први рачунар широке потрошње који је имао графичко сучеље и рачунарског миша, уместо тада стандардног текстуалног сучеља.
- 1986 — Армија националног отпора бившег министра одбране Уганде Жоверија Мусевенија ушла је у главни град Кампалу и збацила владу генерала Тита Окела. Мусевени је 29. јануара проглашен новим шефом државе.
- 1986 — Свемирска сонда Војаџер 2 је имала свој најближи сусрет са Ураном, на удаљености од око 81.500 km од планете.
- 1989 — Амерички серијски убица Тед Банди је погубљен електричном столицом због убиства најмање 30 жена.
- 1994 — Гувернер Народне банке Југославије Драгослав Аврамовић је представио нови динар са односом 1:1 према марки са циљем да се заустави хиперинфлација у СРЈ.
- 1998 — У експлозији која је изазвала пожар у окну рудника угља Вангђиајинг у кинеској провинцији Љаонинг погинуло је 77 људи.
- 1999 — Јордански краљ Хусеин потписао је декрет којим је старијег сина Абдулаха одредио за наследника на престолу.
- 2000 — У Хрватској су одржани први председнички избори после смрти Фрање Туђмана у децембру 1999. Победом над Драженом Будишом у другом изборном кругу 7. фебруара, председник Хрватске постао је Стјепан Месић.
- 2002 — У Бејруту је убијен бивши либански министар Ели Хобеика, који се сматра једним од одговорних за масакре у палестинским избегличким логорима Сабра и Шатила 1982.
- 2001 — За директора британске берзе, старе 200 година, први пут је именована жена, бивша банкарка Клара Фурс.
- 2003 — Влада Републике Српске позвала је све осумњичене за ратне злочине, укључујући и бившег председника РС Радована Караџића, да се добровољно предају Хашком трибуналу.
- 2006 — На парламентарним изборима у Канади победила Конзервативна партија (на челу са Стивеном Харпером) након 12 година власти либерала.
- 2011 — Најмање 35 особа је погинуло, а више од 100 је повређено у самоубилачком бомбашком нападу на московском аеродрому Домодедово.

## Рођења
- 76 — Хадријан,римски цар (прем. 138)
- 1712 — Фридрих II Велики, пруски краљ (1740—1786). (прем. 1786)[1]
- 1847 — Радомир Путник, српски војвода. (прем. 1917)[2]
- 1862 — Идит Вортон, америчка књижевница, добитница Пулицерове награде (1921). (прем. 1937)[3]
- 1871 — Јиржи Карасек зе Лвовиц, чешки песник, писац и књижевни критичар. (прем. 1951)[4]
- 1887 — Жанка Стокић, српска глумица. (прем. 1947)[5]
- 1900 — Рене Гијо, француски писац књига за децу. (прем. 1969)[6]
- 1917 — Ернест Боргнајн, амерички глумац. (прем. 2012)[7]
- 1925 — Марија Толчиф, америчка балерина. (прем. 2013)[8]
- 1928 — Дезмонд Морис, британски зоолог, етолог, сликар и писац популарних антрополошких књига.[9]
- 1933 — Асим Ферхатовић, југословенски фудбалер. (прем. 1987)[10]
- 1940 — Вито Акончи, амерички архитекта и уметник. (прем. 2017)[11]
- 1940 — Јоахим Гаук, немачки лутерански пастор и политичар, председник Немачке (2012—2017).[12]
- 1943 — Шерон Тејт, америчка глумица. (прем. 1969)[13]
- 1947 — Ђорђо Кинаља, италијански фудбалер. (прем. 2012)[14]
- 1949 — Џон Белуши, амерички глумац, комичар и музичар. (прем. 1982)[15]
- 1950 — Зоран Лаловић, српски музичар и музички продуцент, најпознатији као суоснивач и певач групе Краљевски апартман. (прем. 2015)[16]
- 1950 — Данијел Отеј, француски глумац, редитељ и сценариста.[17]
- 1953 — Драган Богетић, српски историчар и дописни члан САНУ.[18]
- 1953 — Даница Максимовић, српска глумица.[19]
- 1957 — Марк Итон, амерички кошаркаш. (прем. 2021)[20]
- 1961 — Гидо Бухвалд, немачки фудбалер и фудбалски тренер.[21]
- 1961 — Настасја Кински, немачка глумица.[22]
- 1963 — Валентајн Деми, италијанска мејнстрим и порнографска глумица.[23]
- 1965 — Димитрије Илић, српски глумац.[24]
- 1970 — Сандра Бугарски, српска глумица.[25]
- 1974 — Ед Хелмс, амерички глумац, комичар и музичар.[26]
- 1975 — Ђанлука Базиле, италијански кошаркаш.[27]
- 1977 — Андрија Герић, српски одбојкаш.[28]
- 1977 — Мишел Хунцикер, швајцарско-италијанска ТВ водитељка, глумица, модел и певачица.[29]
- 1981 — Кари Кун, америчка глумица.[30]
- 1982 — Клаудија Хајл, аустријска џудисткиња. (прем. 2011)[31]
- 1984 — Урош Митровић, српски рукометаш.[32]
- 1984 — Јотам Халперин, израелски кошаркаш.[33]
- 1986 — Миша Бартон, америчко-енглеска глумица.[34]
- 1987 — Луис Суарез, уругвајски фудбалер.[35]
- 1987 — Вејн Хенеси, велшки фудбалер.[36]
- 1988 — Џејд Јуен, енглеска музичарка и глумица.[37]
- 1988 — Дахуан Самерс, амерички кошаркаш.[38]
- 1989 — Ђаре, српски репер.
- 1992 — Марко Дмитровић, српски фудбалски голман.[39]
- 1992 — Данило Петровић, српски тенисер.[40]
- 1995 — Матиц Ребец, словеначки кошаркаш.[41]
- 1996 — Ксенија Кнежевић, српска певачица, најпознатија као чланица групе Hurricane.[42]
- 1998 — Александар Аранитовић, српски кошаркаш.[43]
- 1999 — Михаило Јовичић, српски кошаркаш.[44]
- 2000 — Стефан Сантрач, босанскохерцеговачки фудбалер.[45]

## Смрти
- 1002 — Отон II, цар Светог римског царства.
- 1125 — Давид IV, цар Грузије[46]
- 1366 — Алфонсо IV, краљ Арагоније.[47]
- 1595 — Фердинанд II, надвојвода Аустрије[48]
- 1907 — Павле Марковић-Адамов, српски књижевник, оснивач и уредник књижевног листа Бранково коло. (рођ. 1855)[49]
- 1920 — Амедео Модиљани, италијански сликар. (рођ. 1884)[50]
- 1924 — Марија Аделаида, велика војвоткиња Луксембурга.
- 1962 — Андре Лот, француски сликар. (рођ. 1885)[51]
- 1965 — Винстон Черчил, енглески државник и писац. (рођ. 1874)[52]
- 1983 — Џорџ Кјукор, амерички филмски режисер. (рођ. 1899)[53]
- 2004 — Хелмут Њутон, немачки фотограф. (рођ. 1920)
- 2012 — Теодорос Ангелопулос, грчки редитељ. (рођ. 1936).[54]

## Празници и дани сећања
- Српска православна црква слави:
  - Преподобног Теодосија Великог
  - Блаженог Михаила
- Међународни дан образовања